# Chung-guyok
Chung-guyŏk (centrale district) is een van de 19 districten van Pyongyang, Noord-Korea. Het district ligt in het midden van de stad, tussen de Patong en de Taedong, en grenst in het noorden aan Moranbong-guyŏk, in het noordwesten met Potonggang-guyŏk en in het zuiden aan Pyongchon-guyŏk.

## Overzicht
Als het centrum van Pyongyang, huisvest het district de belangrijkste gebouwen van de stad. Het bekende Kim Il-sungplein ligt aan de oevers van de Taedong, samen met het Groot studiehuis van het volk, wat de nationale bibliotheek van Noord-Korea is. Chung-guyŏk was uit het historische centrum van de stad, maar werd bijna helemaal verwoest door Amerikaanse bombardementen tijdens de Koreaanse Oorlog. Overblijfselen van de oude stad zijn nog steeds zichtbaar.
De metro van Pyongyang rijdt door het district. De stations Yonggwang, Ponghwa en Sungri liggen in dit district.